# شهرستان مونرو (جورجیا)
شهرستان مونرو، جورجیا (به انگلیسی: Monroe County, Georgia) یک سکونتگاه مسکونی در ایالات متحده آمریکا است که در جورجیا واقع شده‌است.